# ГЕС Xiqiaohe IV
ГЕС Xiqiaohe IV (西洱河四级水电站) — гідроелектростанція на півдні Китаю у провінції Юньнань. Знаходячись після ГЕС Xiqiaohe III, становить нижній ступінь каскаду на річці Xiqiao, яка дренує озеро Ерхай та впадає ліворуч до Янбі (Heihui), котра в свою чергу є лівою притокою однієї з найбільших річок Південно-Східної Азії Меконгу (басейн Південно-Китайського моря).
В межах проекту річку перекрили бетонною гравітаційною греблею висотою 20 метрів, довжиною 95 метрів та шириною по гребеню 4 метри. Вона утримує невелике водосховище з об’ємом лише 0,2 млн м3, в якому припустиме коливання рівня поверхні між позначками 1484 та 1489 метрів НРМ.
Від греблі під лівобережним масивом прокладений дериваційний тунель довжиною 2 км з діаметром 4,3 метра, який подає воду до машинного залу, розташованого на березі Янбі одразу після устя Xiqiao. Основне обладнання станції становлять чотири турбіни потужністю по 12,5 МВт, котрі використовують напір від 100 до 122 метрів.